# Barnevernet
Barnevernet (v nové norštině; v norštině bokmål bez postpozitivního členu -et jen Barnevern, v překladu ochrana dětí) je instituce v Norsku, která zajišťuje sociálně-právní ochranu nezletilých dětí a mládeže.
Byla založena v roce 1992 s cílem „zajistit, aby dětem a mladým lidem, kteří žijí v podmínkách, jež by mohly poškodit jejich zdraví a vývoj, byla poskytnuta nezbytná pomoc a péče ve správný čas,“ a „pomáhat tomu, aby děti měly bezpečné dětství.“ Instituce vyvolává způsobem ochrany dětí řadu kontroverzí a protestů, v roce 2007 v jednom případě rozeznal Evropský soud pro lidská práva počínání Barnevernu jako porušující lidská práva a zkritizoval norskou soudní praxi. Ta však zůstala nezměněna. Na podzim 2019 prohrál Barnevern další spor před Evropským soudem pro lidská práva. Ke konci roku 2019 bylo k ESPL podáno celkem 35 stížností ohledně BV případů. Pouze 4 z nich, se však týkají odebrání dítěte či dětí z rodiny . Z toho jeden případ byl již projednán v roce 2019, odebrání dítěte bylo shledáno jako oprávněné  .

## Historie
První zákon, který se vztahoval k oblasti péče o ohrožené děti vstoupil v Norsku v platnost již 1. ledna 1900 a stal se tak prvním zákonem tohoto druhu ve světě vůbec. Zákon: „Lov om behandling av forsømte børn“ v překladu Zákon o péči o zanedbané děti byl dílem generálního prokurátora Bernhard Getz.
Dalším zákonem, který upravoval fungování péče o ohrožené děti byl „Lov om Barnevernet“ neboli zákon o Barnevernet, který vstoupil v platnost 1. června 1954.
Tento zákon byl nahrazen novým (v pořadí třetím) zákonem, který vstoupil v platnost dne 1. ledna 1993. Takzvaný Barvenernslov neboli Zákon na ochranu dětí (ze dne 17. července 1992) je platný doposud.

## Vymezení právní působnosti úřadu
Zákony v Norsku zabezpečují ochranu zájmů děti a mladých lidí, kteří žijí v podmínkách, které by mohly poškodit jejich zdraví a vývoj. Úkolem státních úřadů v oblasti péče o rodinu je poskytnout nezbytnou pomoc a péči dítěti v pravý čas a pomoci zajistit, aby děti a mladí lidé byli bezpečně vychováváni.
Norský zákon upravující péči o děti považuje za děti nezletilé osoby s právem na péči a ochranu. Zákon je navržen tak, aby stát mohl zasáhnout v situacích, kdy normální péče přirozených pečovatelů o děti (rodiče, příbuzní) nefunguje nebo je jejich péče bez zásahu státu neúspěšná. Vymezuje tedy prostor pro konání státu na ochranu fyzického a duševního zdraví dětí. Norský zákon Péče o děti není právní akt, kterým vzniká vymahatelný nárok na služby péče o děti. Je zákonem, který zajišťuje ochranu dětí v případě, že se nedaří vytvořit normální podmínky u přirozených pečovatelů.
Zákon o Péči o děti navazuje na Zákon o dítěti, který upravuje práva a povinnosti ve vztahu k dítěti a poskytovatelům péče o dítě a také s ohledem na Úmluvu OSN ve článku 3.

### Odebírání dětí od pečujících osob
Pokyny k zabezpečení vhodné péče o dítě orgány státu obsahují pokyny pro pomoc v domácím prostředí, což je podle dostupných dokumentů nejpoužívanější opatření v ochraně dětí.
Zákon ale jasně vymezuje, kdy je úřad povinen zasáhnout v případě, že hrozí podezření, že prostředí, v kterém se dítě nachází, vážně ohrožuje jeho zdraví nebo výchovu. Rovněž vymezuje, že pokud návrat pro dítě zpět do rodinného prostředí z péče, kam bylo umístěno, znamená zpřetrhání nových vazeb a tedy duševní strádání, nemá být dítě (v jeho zájmu) původním poskytovatelům péče o dítě vráceno.
Je poukazováno na to, že se použití donucovacích opatření vůči osobám jimž je dítě svěřeno (obvykle rodičům) velmi liší i mezi regiony v Norsku, a že tyto rozdíly vyvolávají dojem svévole. Tyto nedostatky, spolu s psychosociálními a ekonomickými důsledky donucovacích opatření mají být zváženy oproti možným „ziskům“ z tohoto systému.

### Dotčené části zákona o rodičích a dítěti
Mezi některé dotčené úpravy zákona o rodičích a dítěti v Norsku - Lov om barn og foreldre (LOV-2013-06-21-64 fra 01.01.2014) patří např. kapitola 7, § 48, stanovující, že dítě nesmí být vystaveno násilí nebo čemukoliv jinému, co by mohlo ohrozit fyzické nebo duševní zdraví nebo být rizikem poškození nebo ohrožení.
Kdy mohou být norskou samosprávou řešena práva dítěte cizinců - § 81 a. kapitola 4A a § 5, třetí díl:
1. v případě, že dítě se usadí v Norsku,
2. pokud matka dítě porodí v Norsku,
3. pokud se matka později usadí v Norsku.

Při použití zákona je kladen důraz na opatření ve prospěch dítěte, tedy s ohledem na poskytnutí stabilní a kontinuity péče o dítě a vhodný kontakt s dospělými.
§ 4-6. Existuje riziko, že dítě bude výrazně poškozeno pobytem v domácnosti, správa péče o děti nebo státní zástupce okamžitě přijme prozatímní rozhodnutí o umístění dítě mimo domov bez souhlasu rodičů.
§ 4-21. Oblastní rada zruší příkaz k náhradní péči, pokud je velmi pravděpodobné, že rodiče mohou dát dítěti řádnou péči. Rozhodnutí nesmí být zrušeno, pokud je dítě citově navázáno na osoby a prostředí ve kterém je (pěstouny, ústavní péči), což by po celkovém zhodnocení mohlo vést k vážné újmě pro dítě, pokud by bylo přesunuto.

## Statistické informace
V Norsku bylo v roce 2015 umístěno do péče BV celkem 1545 dětí. V České republice bylo v roce 2016 odebráno z péče rodičů celkem 3840 dětí . S předpokladem, že čísla rok od roku příliš nekolísají, můžeme tvrdit, že je to v Norsku v přepočtu na počet obyvatel méně, než v ČR.
Podle informací organizace Barnevernet se z 1 188 000 registrovaných dětí ve věku od 0-18 let s bydlištěm v Norsku k 1.1.2013 BV zajímá o 4,5 % dětí a asi 1 % dětí žije v dětském domově. V roce 2006 bylo uloženo asi 36 290 pokynů k nápravě a 7 787 pečovatelských opatření, ovšem v roce 2012 to bylo 44 203 pokynů k nápravě a 8995 pečovatelských opatření. V meziročí 2011 a 2013 však klesl počet udání sociální péči téměř na polovinu, téměř o 1 500 udání.
Statistický úřad v Norsku uvádí, že v roce 2012 byl celkový počet dětí s bydlištěm v Norsku pouze 1 122 897. Počet dětí s „opatřeními“ uvádí 46 419, z toho 38 131 podpůrná opatření a 8 288 pečovatelských opatření. Nicméně statistický úřad pro tyto účely registruje jako děti obyvatele ve věku 0-17 let.
Marius Reikeras, norský právník a kritik Barnevernu popisuje, že je rodičům v Norsku ročně odebíráno až 12 000 dětí. Toto číslo ve skutečnosti odpovídá počtu dětí v péči BV v daném roce, nikoli nově odebraných v daném roce. V roce 2018 bylo v péči BV 9 236 dětí, což je 0,8 % dětí ve věku 0-17 let. 
Pro srovnání bylo v ČR v roce 2017 v pěstounské péči 19 262 dětí, v ústavní péči bylo 5 957 dětí a dětí v dětských domovech pro děti do tří let bylo 922 . Pro srovnání v ČR bylo v roce 2011 v ústavních zařízeních 7 468 dětí (z 1 527 670 dětí do 15 let) na základě rozhodnutí soudu a další děti byly v ústavech umístěny na žádost jejich zákonných zástupců. V roce 2012 je uváděno 7 651 dětí. K tomu bylo navíc 7 170 dětí v péči pěstounů (rok 2011) .

## Efektivita
Z údajů uvedených ve statistických informacích nutnost pečovatelských opatření realizovaných organizací Barnevernet během let výrazně narůstá. 
Průzkumy provedené finským autorem Heikki Sariolou ukazují, že ty děti, které žijí se svými biologickými rodiči, jsou méně náchylné k násilí, než ty, které žijí v pěstounské péči, dětských domovech a domovech mládeže. V průzkumech u švédské mládeže byla prověřována míra trestných činů a zneužívání alkoholu. V porovnání s kontrolní skupinou běžné populace, kde je míra delikventního chování 15,5 %, bylo zjištěno takové chování u
- 16,5 % chlapců, kteří vyrůstali se svobodnými matkami
- 18 % u dětí v náhradní péči
- 29,2 % mezi dětmi v pěstounské péči. Lze předpokládat že stejný způsob výchovy, takto aplikovaný, stejně ovlivní míru delikventního chování v Norsku.[21]

V odborných pracích v USA byla hodnocena efektivita umístění náhradní péče. Výsledným výstupem byla také informace, že v náhradní péči je 6x vyšší pravděpodobnost týrání dětí než v běžných rodinách. Podle názorů pracovníků spolupracujících s úřadem péče o děti v Norsku, v dokumentu Význam rodinné péče v Norsku, který se zabývá náhradní pěstounskou péčí v Norsku, je však efektivnější umístění dětí do náhradní péče u pěstounů než výchova v domovech mládeže. Jak vysoké je riziko týrání svěřených dětí pěstouny v Norsku není známo.
Statisticky vyšší problematické chování dětí, vyrůstajících v náhradní péči, je primárně dané jejich poškozením vlivem psychického traumatu (oddělení od jejich biologické rodiny, příp. též předchozí týrání a/nebo zanedbávání) a případných dalších vlivů spojených s událostmi a výchovnými prostředími v jejich dosavadním životě. Srovnání "efektivity" výchovy netraumatizovaných dětí v biologické rodině a výchovy již traumatizovaných dětí, přicházejících do pěstounské péče, je metodologicky nepřesné.

## Kontroverze

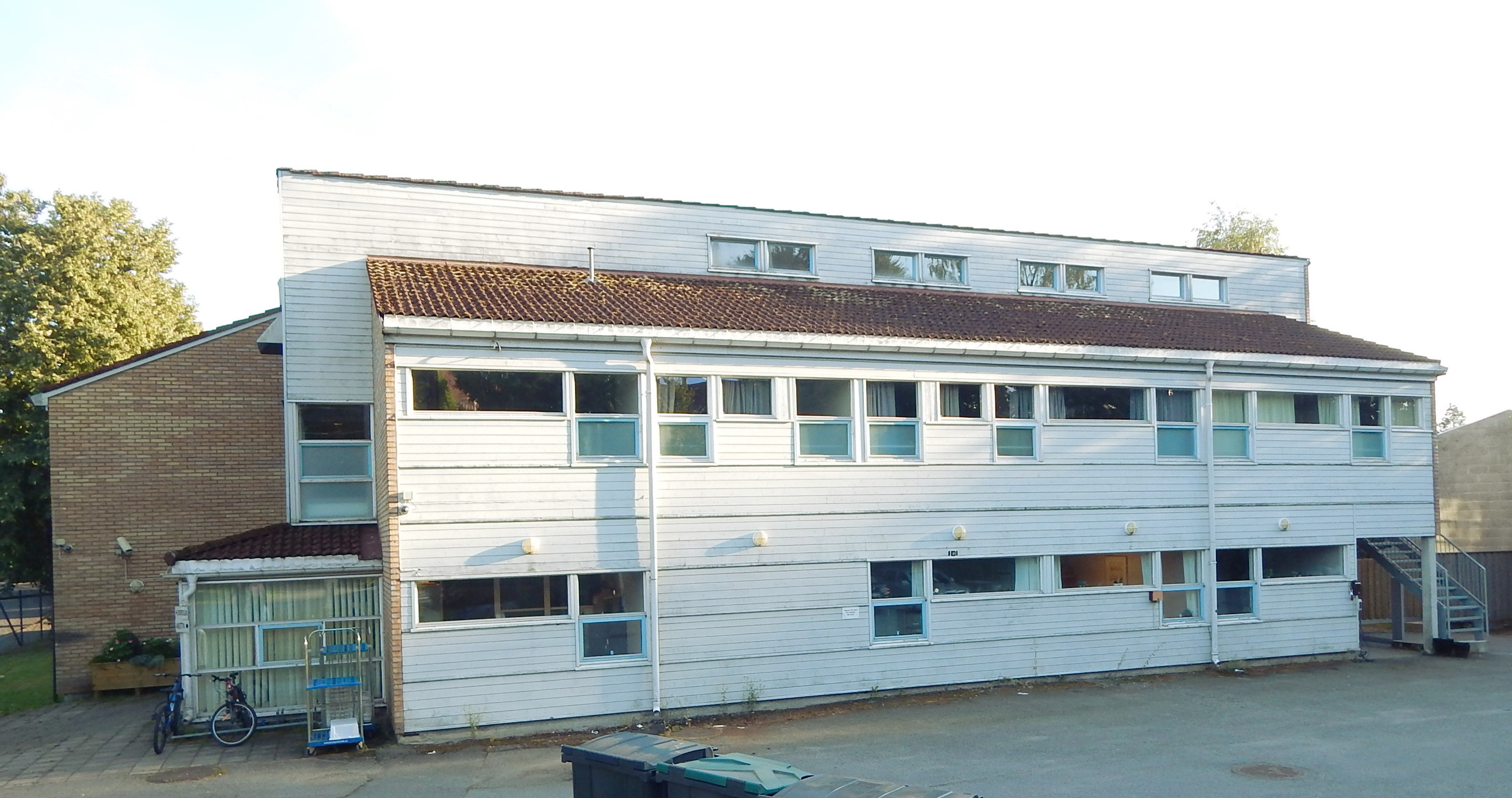
Pohotovostní a hodnotící ústav služby péče o děti Barnevernet v Oslu

Péče o děti v Norsku je založena převážně na publikacích psycholožky Kari Killénové, její myšlenky jsou ale podloženy studií na pouze 17 dětech z problematických rodin. Proti zavedenému systému péče o děti se staví stále více psychologů a i sama Killénová mění názor.
V Česku je instituce známa především díky medializovaným kauzám odebírání dětí cizincům, které vyvolávají určité kontroverze. Také v Norsku samotném čelí Barnevernet velmi četné kritice, kritici se sdružují například do facebookových skupin a internetových fór. Poukazují například na nebezpečnou nízkoprahovost systému – v Norsku se ročně narodí 60 000 dětí (60 000 narozených dětí * 15 věkový rozsah = 900 000 dětí), norský Barnevernet se zajímá ročně o 25 000 dětí, což je přibližně 2,7 %.
Čtyři tisíce dětí umístěných v ústavní péči se snažilo získat náhradu za utrpení a zneužívání v rámci ochrany dětí, z nichž 2 673 odškodnění získalo (údaj z roku 2010). V roce 2010 v úhrnu činilo zaplacené odškodnění 220 miliónů dolarů. Kontroverzní praktiky Barnevernu vedly k řadě významných diplomatických incidentů.
Barnevernet byl obviněn z pašování dětí z Turecka do Norska, a to i přes zákaz soudu v Turecku.
V roce 2005 byl Norský stát kritizován úřady OSN, že má ve státní péči 12 500 dětí, což je na velikost populace v Norsku mnoho. V roce 2012 bylo v Norsku, podle dostupných zdrojů, ročně odebráno do státní péče 8 000 dětí. Toto číslo ovšem nevyjadřuje počty nově odebraných dětí, jde o počet dětí v péči BV v daném roce celkem.
Je však rovněž poukazováno na pozitivní vliv Barnevernu v případech, kdy je dítě zanedbáváno, zneužíváno či nemá dostatečné podmínky pro osobnostní rozvoj. Před přijetím drastických opatření bývá údajně s rodiči navázána často i dlouholetá spolupráce. Podle norské studie zabývající se problematikou Barnevernem odebraných dětí se navíc polovina rodičů dítěte vzdala dobrovolně.
Pracovníci péče o děti jsou oprávněni sledovat rodinu po celý den. Kdykoliv během dne mohou přijít a požádat, aby byli vpuštěni. Pokud je někdo doma a pracovníkům nejsou ihned otevřeny dveře, je to zaznamenáno a může být použito jako „důkaz“, že rodiče chtějí něco skrývat.
Soudy, které rozhodují o budoucnosti dětí z jiných zemí jsou uzavřené a nejsou na jejich jednání pozváni ani zástupci z ambasád a zahraniční ochránci práv. Norský úřad pro ochranu dětí Barnevernet u norského soudu zvítězí v devíti z deseti soudních kauz.

V květnu roku 2015 bylo norským soudem, v případu odebraného syna norské matce, doložitelně prokázáno, že Barnevernet zatajoval a falšoval výpovědi, aby nemusel odebraného syna, jenž měl i po třech letech na svoji matku stále silné vazby, vracet.
| „                              | „Ty děti prostě neměly být matce odebrány a sociální služba falšovala své zprávy, když tvrdila, že chlapec o matku nestojí,“ řekl advokát matky norskému listu Dagbladet. „Ve skutečnosti to bylo tak, že chlapec nikdy nepřestal chtít k matce zpátky.“ | “ |
| — (Citát, viz reference č. 25) | |   |

Solfrid Astadová, bývalá pracovnice sociálního úřadu Barnevernet s více než 40letou praxí uvedla v rozhovoru pro LN, že stát se v Norsku pěstounem není příliš složité a že je poptávka po dětech veliká.
Podle hobby-psychologa Rune Fardala (psychologii totiž ve skutečnosti nevystudoval) Bernevern zneužívá paragraf, kdy může odebrat dítě z rodiny pokud mu hrozí bezprostřední nebezpečí, a teprve následně mohou požádat soud o dovolení. Podle něj ale Barnevern nepracuje s rodinou, čímž porušuje zákon. V ani jednom z problematických případů Barnevern nepomohl rodičům napravit nedostatky.
V roce 2017 desítky dětských psychologů a právníků v otevřeném dopise nazvaly Barnevernet „nefunkční organizací, která dělá dalekosáhlé chyby s vážnými důsledky.“ I přes mnohé kontroverzní případy podle ministryně pro záležitosti rodiny Linda Hofstad Hellelandová není potřeba nic měnit, protože Barnevern pracuje ve prospěch dětí.

### Kritika The Human Right Service

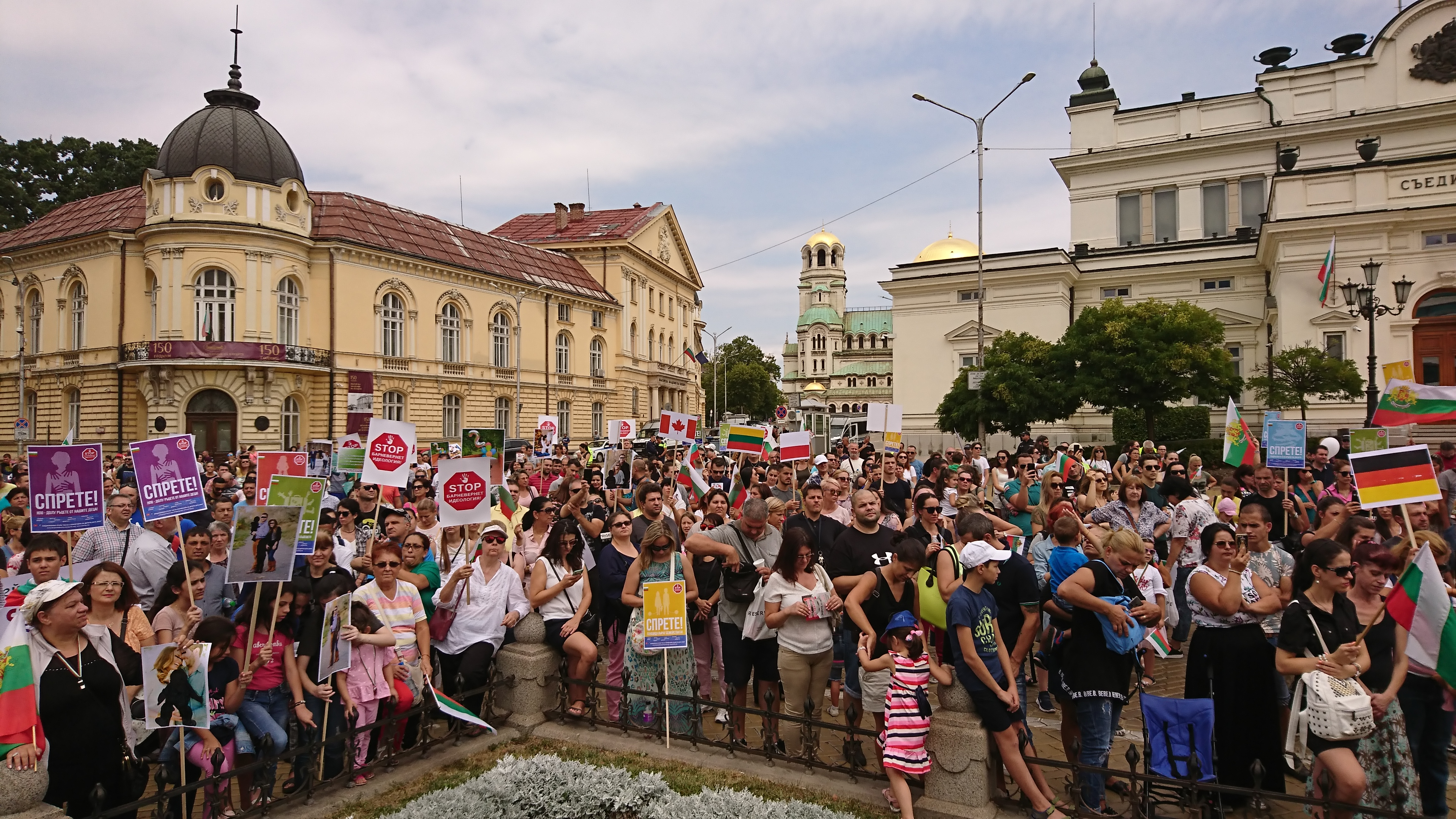
Protest v bulharské Sofii proti ideologii Barnevernetu

Norská aktivistická organizace The Human Right Service, zabývající se podporou integrace, se v jednom ze svých článků zabývala praxí norské sociální služby Barnevernet ve vztahu k norské přistěhovalecké komunitě. Organizace tvrdí, že „v současné době je více než polovina případů sociální péče o děti v Oslu spojená s přistěhovalci“, a popisuje problém kulturní odlišnosti cizinců pocházejících převážně z mimoevropských zemí. Podle názoru organizace je vyžadováno, aby dítě pocházející například z muslimských poměrů bylo umístěno do péče muslimské rodiny, což je odůvodňováno požadavkem na kulturní citlivost. Ta však, podle názoru organizace, nebyla dosud vyžadována ve vztahu k jiným skupinám například ateistům, novopohanům nebo křesťanům různého vyznání.

### Kauza rodiny Bhattacharyových
Organizace Barnevernet byla vážně kritizována vládou Indie v případě odebrání dvou dětí indickému páru Anurupovi a Sagarice Bhattacharyovým, tedy dvojici cizích státních příslušníků, kteří pracovali v Norsku  jako geofyzik a IT specialista. Důvodem pro odebrání dětí úřady ve městě Stavanger mělo být, že děti jedly rukama a spaly s rodiči v téže posteli. Otce Anrupa se sociální pracovníci především ptali, proč spí s dětmi ve stejné posteli, protože spal se synem v jedné a jeho žena s dcerou v druhé posteli. Vysvětloval, že jde o kulturní zvyk, že děti nespí nikdy samy v jiné místnosti. Pro norské úřady je to však nepřijatelné, je očekáváno, že chlapci a dívky mají oddělené postele (i ložnice). Také bylo seznáno nevhodným, že matka kojí dítě, aniž by mu držela hlavičku těsně u těla. Rodiče po odebrání dětí s nimi mohli mluvit dvakrát ročně hodinu. Nejmladší, osmiměsíční holčička, byla odebrána matce v době, kdy byla ještě kojena. Přes intervence indických úřadů norský stát odmítal poskytnout jakékoliv vysvětlení.
Berit Aarset, která stojí v čele organizace pro lidská práva v Norsku, označila incident za „státní únos“. Řekla: „Tohle není poprvé, co se něco takového děje v Norsku ... právní systém zvýhodňuje služby pro péči o děti, a dělají si, co chtějí, po celou dobu .... docela často, a když norský občan je sezdaný s nenorským také dělají to samé, ale také dělají, totéž žadatelům o azyl, téměř v každém případě je zjištěno, že jeden z rodičů má mentální problém, což dodává vážnost argumentům úřadu... to je to, co se stalo také v případě Bhattacharyových“. V případu dětí Bhattacharyových se do situace vložil norský ministr zahraničí, Jonas Gahr Støre, při setkání se zvláštním vyslancem z Indie v roce 2012.
Indičtí představitelé byli pevně rozhodnuti o nutnosti vrátit děti zpět do vlasti. „Musíme udělat vše, co můžeme, abychom dosáhli cíle, dostat obě dvě děti domů do Indie, tam, kam patří,“ řekl indický ministr zahraničí Krishna deníku Times of India. Norské úřady svěřily děti do péče strýci. Předtím, než indická vláda zasáhla, Norsko odmítlo zvážit možnost udělení péče o děti jejich prarodičů nebo jiných rodinnými příslušníků. Osm měsíců po návratu dětí do Indie byly tyto na základě rozhodnutí indického soudu vráceny do péče matky.

### Kauzy ruských dětí odebraných Nory

#### Tatiana Bendikene
Podle dostupných informací byli v roce 2013 ruská občanka Tatiana Bendikene a její manžel litevské národnosti Robertas Bendikas zbaveni rodičovských práv organizací Barnevernet a byly jim odebrány jejich tři dcery na základě udání jednoho ze spolužáků, že dívky byly doma fyzicky zneužívány. Sociální pracovníci odebrali děti a umístili je v adoptivní rodině, aniž by zkusili shromáždit nějaké další důkazy o tvrzení. Rodičům bylo sděleno, že nemohou vidět své děti z důvodu obvinění fyzického zneužívání. Rodiče museli hledat takové důkazy, které by prokázaly, že tvrzení o fyzickém zneužívání (nebo násilí) dětí jsou neopodstatněná. Tedy bylo vyžadováno, aby našli důkazy o neexistenci zneužívání. Děti byly umístěny do norsky mluvících rodin a rodiče, poté co jim byl dvakrát ročně povolen styk s dětmi, měli zakázáno mluvit s nimi rusky.
Na podporu vrácení dětí byla 19. března 2013 na norských ambasádách v Moskvě, Petrohradě, Murmansku a Archangelsku uspořádána demonstrace vedená Majou Kasajevovou, jíž bylo také dříve norskými úřady odebráno dítě. Na demonstraci přirovnávali Barnevernet k Breivikovi. Norsko odmítalo problém projednat s ruskými úřady, navzdory úsilí Ruska. Ruští diplomaté se připojili k vyšetřování případu již od samého začátku a poskytli rodičům právní pomoc. Rodičům byly děti vráceny již za několik měsíců po odebrání, a to v červenci.

#### Svetlana Tarannikova
Podle dostupných informací se Svetlana Tarannikova soudí o své děti, které jí byly odebrány organizací Barnevernet a předány pěstounům po rozvodu s norským manželem. Norské úřady soudí, že děti nemůže správně vychovávat. Tento případ podle zdroje není ojedinělý. Dvanáctiletý syn měl být i dočasně umístěn k homosexuálnímu páru pěstounů, s čímž matka velmi nesouhlasila a vzbudila nelibost úřadu.

#### Taťjana Bitkina
Taťáně Bitkinové byl odebrán syn poté, co se zúčastnil rvačky v mateřské škole. Při dalších návštěvách matky u syna je zaznamenáváno: matka dítě znervózňuje. Kamerové záznamy údajně však tyto skutečnosti nedokládají.

#### Irina Bergseth
Ruska Irina Bergseth se synem se odstěhovala za přítelem do Norska, kde si jej vzala za manžela a měla s ním dítě. Pod dohled organizace se dostala poté, co oznámila sexuální obtěžování dětí a požádala o rozvod. Děti podle informací potvrzovaly sexuální zneužívání otcem a hrubé bití (otcem). Matka ale později ztratila nárok na opatrovnictví obou dětí na základě obvinění, že je duševně chorá.
Jedno z dětí tedy bylo umístěno do pěstounské péče a druhé vychováváno otcem. Při dramatickém odebrání bránících se dětí organizací Barnevernet matce pracovník organizace, podle vzpomínek syna, dítě ubezpečoval, že matku už nikdy neuvidí. Starší syn se pak snažil hledat pomoc přes mail (ačkoliv na něj měl zakázán přístup) na ruských úřadech. Nakonec uprchl z péče náhradní rodiny s pomocí polského soukromého detektiva (Krzysztof «Rambo» Rutkowski). Matka a syn byli propašováni přes Švédsko, Dánsko a Německo do Ruska. I přes hrozbu trestního stíhání se matka vrátila zpátky do Norska pro svého mladšího syna, kterého však zřejmě běžnými prostředky rovněž nezíská.

### Kauzy polských dětí odebraných Nory

#### Nikola Rybka
Děvče bylo odebráno poté, co se BV snažilo rodině tři roky pomáhat. V rodině odcházelo k nočním bitkám, kde zasahovala i policie. Děvče docházelo pozdě do školy, stěžovalo si že má hlad, doma není nic k jídlu. Matka se občas před otcem zamykala u ní v pokoji, často byla opilá. Je popsána také situace, kdy matka tajně děvče zapůjčila jednomu pánovi. Po poslední noční bitce, kdy se děvče dožadovalo přivolání policie a kdy matka musela nakonec zůstat spát opilá v autě, protože otec ji nepustil domů, se dívka obávala jít domů a sama požádala o doprovod domů. Po tomto incidentu bylo děvče z rodiny odebráno  Rodiče byli obviněni na základě informace, že dítě přichází do školy dlouhodobě zasmušilé. Když rodiče Helena a Arkadiusz sdělili sociálním pracovnicím, že je jejich devítiletá dcera smutná, protože má strach o zdraví své vážně nemocné babičky, pracovníci úřadu dítě odebrali do náhradní péče.
Rodiče s pomocí polského soukromého detektiva Krzysztofa Rutkowského pomohli dítěti od pěstounů uprchnout a dopravili je do Polska, Norsko v reakci na „únos“ zakázalo rodině vstup do Norska. Norské úřady žádaly navrácení dívky k pěstounům, ale polský soud jejich požadavky zamítl jako neopodstatněné.

### Kauza rodiny Michalákových
Organizace se v ČR stala známou kvůli případu Evy Michalákové, jejíž dva synové jí byli touto institucí odejmuti v květnu 2011.
Z posledního rozsudku, který měla k dispozi Česká televize a úryvky z něj použila v pořadu 168 hodin, vyplývá, že civilní soud (Krajská komise) shledal v rodině zanedbání povinné výchovné péče (nejčastější důvod odebírání dětí v ČR i Norsku) a násilí (nikoli občasné plácnutí). Tentýž rozsudek měly k dispozici i Lidové noviny a z uvedených citací je zřejmé, že civilní soud bral za prokázané i zneužívání . Trestní řízení v tomto případě neproběhlo, rodiče tedy nebyli odsouzeni.
Eva Michaláková žila se svým manželem a svými dvěma syny v Norsku, matka i děti mají české občanství. K odebrání dětí došlo na základě oznámení učitelek ze školky, které ohlásily podezření na pohlavní zneužívání. Těm se měl Denis údajně svěřit, že se ho otec dotýká na přirození. Dalším důvodem, který vedl k podezření, byla krev v Denisově stolici. Lékařské zprávy však jednoznačně potvrdily, že krev ve stolici není důsledkem zneužívání, ale že chlapec trpí střevní chorobou a i k poranění konečníku u něj dochází vlivem tuhé stolice. Další lékařská zpráva odhalila léčený zánět předkožky, který chlapci ošetřovali oba rodiče. Rodiče byli zproštěni obvinění, ale ačkoliv jim byly děti odebrány jen v rámci předběžných opatření, vráceny jim nebyly, a to nikoliv na základě vyšetřování policie, ale na základě rozhodnutí Barnevernu. V únoru 2012 úřady rodiče zbavily práva na péči. Stížnost na postup Barnevernu u Evropského soudu pro lidská práva ve Štrasburku byla zamítnuta, ačkoli psychologické posudky dětí byly vypracovány poté, co již tři měsíce žily v pěstounských rodinách. Tyto posudky pak byly vyhotoveny osobami, tj. Idou Brandtzaegovou a Stigem Torsteinsonem, kteří jsou, alespoň dle svých statusů na sociální síti Facebook, svými životními partnery. Na podporu Evy Michalákové vznikla petice, intervenovali i čeští politici. Norská strana dosud neposkytla k případu žádné informace.
Odebrané děti byly sociálními pracovníky v Norsku od sebe rozděleny, tím se jim znemožnilo používat mateřský jazyk. Tento postup je srovnáván s metodami nacistického Německa při procesu tzv. arizace dětí. Český prezident, Miloš Zeman, přirovnal organizaci k nacistickému programu Lebensborn, s tvrzením, že organizace z dětí vychovává mladé Nory a že jsou tzv. „odnárodňovány“. 
Český europoslanec Tomáš Zdechovský označil celý případ za "zvrácený" a dodal k tomu: "Norský vrah Breivik může vidět svoji matku každý měsíc, paní Michaláková své děti pouze a jenom dvakrát do roka." 
Nejedná se o první případ, kdy v Norsku dochází k podobnému způsobu odebírání dětí. Podle některých informací se tak často děje v případě sezdání norského a nenorského občana nebo u žadatelů o azyl. Častým podpůrným argumentem pro odebrání dítěte je tvrzení, že jeden z rodičů má psychický problém. Dále jsou např. známy případy několika odebraných ruských a polských dětí.
Názor, aby byly více zohledněny práva dětí na zdravý vývoj než práva rodičů na děti podporuje klinický psycholog Jeroným Klimeš: „Víte, my se pořád soudíme o děti, ale o děti nám často ani nejde.… …Oni si jistě již vytvořili vazby na novou mámu, tátu nebo jak jim říkají. Dá se předpokládat, že tam je zvyk, citová závislost. A teď je zase chceme vytrhnout? Myslíte, že to těm dětem prospěje? Naopak. To by měla mít i ta matka na vědomí,“ tvrdí psycholog Klimeš. A navrhuje praktické řešení místo dalších potíží s norskými soudy a norskými státními orgány: „Paní Michaláková by po třech letech, co je bez chlapců, měla spíš přemýšlet o tom, že by porodila další děti – ty by jí určitě její rány z velké části zacelily.“ Je toho názoru, že paní Michaláková lže (vodí nás za nos). Připomíná, že hádky o to, zda budou u matky nebo pěstounů, nejistota, zdravému vývoji dětí neprospívají.

### Kauza 2,5měsíční holčičky Maxine
Na přelomu března a dubna 2015 Barnevernet odebral 2,5měsíční holčičku Maxine jejím rodičům, matce hluchoněmé Norce a otci Slovákovi. Jako hlavní důvod odebrání byl Barnevernem uveden nedostatečný oční kontakt holčičky s rodiči. Barnevernet dále tvrdil, že protože matka je neslyšící a sama prošla pěstounskou péčí, je pro dítě nebezpečná.
Rodina dvakrát napadla postup úřadů u norských soudů (podruhé to bylo v září 2016) a dvakrát uspěla. Barnevernet se ale odvolal a okresní soud dal v říjnu 2017 za pravdu Barnevernu. Rodiče mají možnost kontaktu s dcerou pouze třikrát do roka na jednu hodinu. Evropský soud pro lidská práva rozhodl, že ačkoliv byly důvody k odebrání dcery z péče rodičů dostatečné, Barnevernet nedotčeně zvážil alternativy k umístění dítěte do pěstounské péče.

### Kauza Ruth a Mariuse Bodnariových
Tomuto norsko-rumunskému páru odebral v listopadu roku 2015 Barnevernet pět dětí včetně 3měsíčního kojence, a to z důvodu nadměrné křesťanské horlivosti.

### Kauza Silje a Eiry Garmových
Norce Silje Gamové úřad odebral dceru Frøyu na základě udání jejího bývalého manžela, že nadměrně užívá léky proti bolesti. Následně byla Gamová obviněná z „chaotického životního stylu“ a chronické únavy. Dcera jí byla odebrána i přes to, že norští i polští lékaři vyloučili, že by Gamová byla pod vlivem utlumujících léků a chovala se nějak nestandardně. Zdravotní záznamy, o které se rozhodnutí Barnevernu opíralo, navíc zmizely.
V době jejího druhého těhotenství úřad sledoval, zda nebere léky proti bolestem a i když se to nepotvrdilo, dceru jí úřad nevrátil.
V Norsku hrozilo, že jí úřady odeberou tuto druhou dceru Eiru. V srpnu 2017 požádala pro sebe a pro svou mladší dceru o azyl v Polsku. Proti udělení azylu s v roce 2018 postavilo polské Ministerstvo zahraničí, žádost o azyl jí byla v roce 2018 dvakrát odmítnuta. Při třetí žádosti polské Ministerstvo zahraničí změnilo názor a vyjádřilo s udělením azylu souhlas.

### Kontroverzní nábor pracovníků Barnevernu
Nechtěnou pozornost vyvolala náborová reklama se snímkem honáka lovícího lasem koně. Reklamu komentoval český europoslanec Tomáš Zdechovský takto: „Reklama výborně vystihuje praxi Bernevernu, který rychleji střílí, než míří. Je naprosto nevkusná a nevhodná. Pokud si úřad odebírající děti dává reklamu na vedoucího s kovbojem a lasem, není pak divu, jak příšernou práci norská sociálka odvádí.“ 

### Barnevernet vs. Svědkové Jehovovi
Důvodem k odebrání dětí může být, že děti nedostávají potřebnou lékařskou péči. Důvodem pro to může být strach z lékařského ošetření nebo náboženské přesvědčení. S ohledem na fakt, že členové náboženské společnosti Svědkové Jehovovi odmítají krevní transfúze, hrozí podle pracovníků organizace Barnevernet v jejich rodinách dětem vážné nebezpečí poškození zdraví. Členové této náboženské společnosti však dlouhodobě vystupují proti krevním transfúzím jako zbytečným, poukazují na riziko nákazy či negativní imunitní reakce a prohlašují, že přijetí či odmítnutí krevní transfúze nemá na záchranu života pacienta jednoznačný vliv.

### Odvolání a vyhoštění polských konzulů
Bývalá polská konzulka Adrianna Warcholová byla odvolána ze svého postu, protože v roce 2011 přirovnala Barnevern k organizaci Hitlerjugend.
Jelikož se její nástupce Slawomir Kowalski angažoval v případech odebírání dětí a Norskou stranou mu bylo vytýkáno „chování neslučitelné s rolí diplomata“ vůči norským státním úředníkům. V červnu 2018 norská policie zabránila Kowalskému, aby se setkal s chlapcem odebraného polské rodině.
Norsko kvůli konzulově chování vyzvalo v polovině ledna 2019 Polsko, aby Kowalského odvolali, ministr zahraničí Jacek Czaputowicz ale rozhodl, že Kowalski v Norsku jako konzul zůstane. Norské úřady se následně rozhodly Kowalského vyhostit. Recipročně bylo oznámeno vyhoštění norské konzulky v Polsku.
Zhruba v téže době udělilo Polsko azyl norské občance, která spolu se svou dcerou před pozorností Barnevernu uprchla ze země.

## Odraz v kultuře
Fungování úřadu je tématem dokumentárního filmu Ivany Pauerové Miloševič Děti státu (2017) z cyklu Český žurnál. Barnervernet se stal inspirací také pro román Norské děti (2018), jehož autorkou je Hana Roguljič.